# Isabella Borgia
Isabella Borgia (ur. 1470, zm. 1541) – nieślubna córka kardynała Rodriga Borgii, późniejszego papieża Aleksandra VI, z nieznanej matki.

## Życiorys
W 1484 w pałacu swego ojca Rodriga Isabella została wydana za mąż za tymczasowego kanclerza Rzymu Pietra Matuzziego, pochodzącego z arystokratycznej rzymskiej rodziny. Ojciec Isabelli podarował młodej parze dom na Via dei Leutari. Z małżeństwa Isabelli i Pietra pochodziło czworo dzieci:
- Alessandra,
- Giulia – żona patrycjusza Ciriaca Mattei,
- Aurelio,
- Ippolito – kanonik bazyliki św. Piotra, zmarły w wieku 22 lat.

Mimo swego pochodzenia Isabella żyła samotnie i bez rozgłosu. Dzięki wsparciu ojca dochowała się własnej świty, jednak rzadko pokazywała się w Rzymie.